# Sebastian Gebhard Messmer
Sebastian Gebhard Messmer (ur. 29 sierpnia 1847 w Goldach, Szwajcaria, zm. 4 sierpnia 1930 tamże) – amerykański duchowny katolicki szwajcarskiego pochodzenia, arcybiskup Milwaukee.
Ukończył studia na Uniwersytecie w Innsbrucku, a następnie przyjął święcenia kapłańskie w dniu 23 lipca 1871. Przeniósł się do USA i został profesorem teologii w Selton Hall College w South Orange, New Jersey, gdzie wykładał do 1889. Wyjechał do Rzymu na dalsze studia zakończone doktoratem z prawa kanonicznego w 1890. Przez krótki czas wykładał na Katolickim Uniwersytecie Ameryki.
14 grudnia 1892 otrzymał nominację na biskupa diecezji Green Bay. Sakry, 27 marca następnego roku udzielił mu Otto Zardetti, ówczesny biskup diecezji Saint Cloud. W dniu 28 listopada 1903 mianowany arcybiskupem Milwaukee.
W trakcie swej kariery duchownej Messmer był zaangażowany w redagowanie i tłumaczenie książek i artykułów o tematyce religijnej i świeckiej. Miał reputację konserwatysty, zdecydowanie odrzucał socjalizm. Krytycznie odnosił się wobec włączenia się USA do I wojny światowej, później wspierał jednak działania wojenne amerykanów. Krytykowany był za swój pro-germanizm, doszło bowiem do walk wewnątrz Kościoła, kiedy to Polscy katolicy domagali się większej reprezentacji w hierarchii amerykańskiej. Uczucia wrogości zostały zintensyfikowane, kiedy Messmer zabronił katolikom swej diecezji wspierania Kuriera Polskiego. Po wojnie napięcia zostały złagodzone. Aktywne wspieranie edukacji i promowanie społecznej myśli katolickiej przyczyniło się do powstawania różnych stowarzyszeń. Umarł podczas pobytu w rodzinnych stronach. Jego działalność, charakterystyczna, brodata twarz, szorstkość ale i osobiste ciepło sprawiły, iż jego rządy w Milwaukee były zapamiętane na długo.